# Sergio Fajardo Valderrama
Sergio Fajardo Valderrama (Medellín, 19 de juny de 1956) és un matemàtic i polític colombià, antic governador d'Antioquia i alcalde de Medellín.
Fins als 43 anys, es va dedicar a la docència i a l'acadèmia. Va ser professor i director de recerca en la Universitat dels Andes, la Universitat Nacional de Colòmbia i la Universitat de Wisconsin Madison als Estats Units. Ha estat sotsdirector del diari El Colombiano i columnista.
Fou el Governador d'Antioquia del 2012 al 2016. Va començar en la política el 2003 quan va ser elegit Alcalde de Medellín, la segona ciutat més gran de Colòmbia i la capital d'Antioquia. El 2017 es va presentar a les eleccions presidencials de Colòmbia de 2018 on va acabar tercer lloc en la primera ronda (i per tant no va passar a segona volta) rebent un 23,78% dels vots. Es tornà a presentar a les eleccions presidencials de Colòmbia de 2018 acabant aquesta vegada en quart lloc i rebent el 4,18% dels vots en la primera ronda.